# 天井嘗

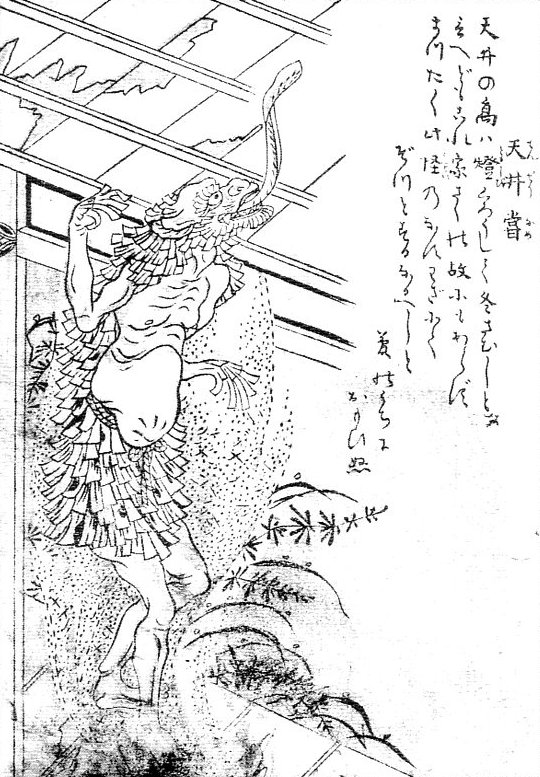
鳥山石燕『百器徒然袋』,「天井嘗」

天井嘗（てんじょうなめ）鳥山石燕的妖怪畫集『百器徒然袋』中的日本妖怪。

## 概要
其為有著長舌，舔舐天花板上沉積的灰塵的妖怪，常常會在天花板上留下舔舐的痕跡。 。也有天井嘗其實是天花板上的水漬等痕跡，幻化像人的臉或其他比較恐怖的樣子，當夜裡有人在下面睡覺時，會故意出現驚嚇人甚至讓人發狂而死的說法。 
『百器徒然袋』多取材於『徒然草』，在『徒然草』第五十五段對天井嘗描寫道「在高高的天花板上，寒冬中，燈光陰暗」。根據當時的住宅當時考慮，冬天燈光陰暗的房間可能會看不清天花板的痕跡，石燕則描繪了一個伸長舌頭舔舐天花板的妖怪形象。 其實，從很古老的時代開始，日本住宅的天花板就一直被人們當做聯通異界的存在，關於天花板的怪談也是特別的多，妖怪研究家村上健司認為這是石燕創作天井嘗的原因。 
室町時代的『百鬼夜行絵巻』中的妖怪「モデル」和天井嘗有相識的造型；『百器徒然袋』之後出版的同為室町時期的妖怪的松井文庫所收藏的『百鬼夜行絵巻』中則以「いそがし」命名相似的妖怪。 
山室靜和山田野理夫合著的書籍『妖怪魔神精霊的世界』中提到在館林藩（現在群馬縣館林市）的館林城的天花板上在打掃的時候發現了巨大的蜘蛛的巢穴，被認為是天井嘗。其出處不明。 

## 腳註
1. ↑  水木しげる. . 講談社α文庫. 講談社. 1994: 303頁. ISBN 978-4- 06-256049-8.
2. ↑  日本博學倶楽部. . PHP文庫. PHP研究所. 2008: 70頁. ISBN 978-4-569-66995-3.
3. 1 2  村上健司編著. . 毎日新聞社. 2000: 301頁. ISBN 978-4- 620-31428-0.
4. ↑  京極夏彥・多田克己編著. . 國書刊行會. 2000: 174頁. ISBN 978 -4-336-04187-6.
5. ↑  山室靜執筆代表. . 自由國民社. 1977: 22頁.